# Bakata (département)
Cet article concerne le département et la commune rurale. Pour le village chef-lieu, voir Bakata.
Bakata est un département et une commune rurale de la province du Ziro, situé dans la région du Centre-Ouest au Burkina Faso.

## Géographie

### Démographie
- En 2003, le département comptait 28 077 habitants estimés[2].
- En 2006, le département comptait 28 077 habitants recensés[3].
- En 2019, le département comptait 32 467 habitants recensés[1] .

## Administration

### Villages
Le département et la commune rurale est administrativement composé de quatorze villages, dont le village chef-lieu homonyme (données de population actualisées en 2012, issues du recensement général de la population de 2006) :
- Bakata (4 591 habitants), chef-lieu
- Basnéré (2 896 habitants)
- Biyéné (1 121 habitants)
- Boulé-Daboré (971 habitants)
- Boulé-Gala (2 272 habitants)
- Bouyoua (1 779 habitants)
- Diao (697 habitants)
- Kinkirsgogo (4 949 habitants)
- Kou (1 923 habitants)
- Kouboulou (629 habitants)
- Lorou (1 381 habitants)
- Payiri (2 229 habitants)
- Tayalo (1 739 habitants)
- Zinloua (900 habitants)